# スコッティ (ティラノサウルス)

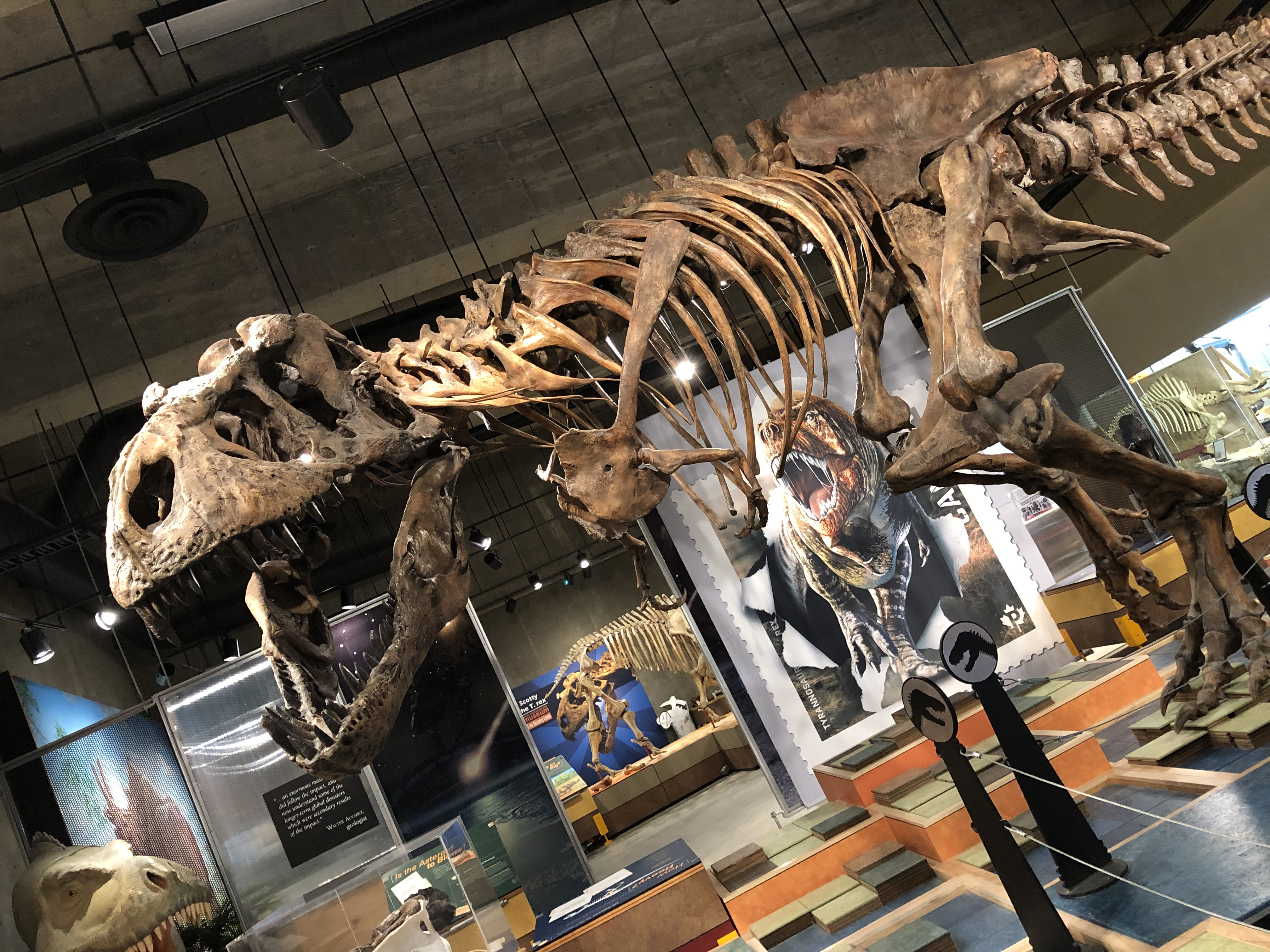
T. rex Research Center にてスコッティのレプリカ。

スコッティ（Scotty、標本番号 RSM P2523.8）は、1991年にカナダのサスカチュワン州で発見されたティラノサウルスの個体。2020年12月現在で発見されているティラノサウルスの中では最大の個体であり、推定体重は他のティラノサウルス個体を含め全ての陸棲獣脚類を上回るとされる。
王立サスカチュワン博物館が所蔵しており、製作されたレプリカは2017年時点で世界に3体。

## 発見と命名
1991年8月16日、サスカチュワン州南西部フレンチマン累層への王立サスカチュワン博物館による遠征に同伴した高等学校校長ロバート・ゲプハルトがスコッティを発見した。彼は化石の発見方法と同定方法を学ぶために訪れており、当初見えている化石を鉄鉱石であると考えていたが、彼が発見した歯と尾椎は同館によりティラノサウルス・レックスであると立証できるものであった。1994年6月から同館による発掘調査が開始された。発掘の指揮は博物館の職員ロン・ボーデンと、ゲプハルトが最初の化石を発見した際に同行していた古生物学者 Tim Tokaryk および John Storer が執った。発掘後のクリーニング・研究・展示は化石産地に近いイーストエンドの町にフィールドステーションを設置して行われた。
一次発掘は1995年に終了したものの、骨は鉄に富んだ高密度の砂岩に深く埋まっており、完全に母岩を除去して骨格の大部分を組み立てるまでには12年以上の歳月を要した。また、小さな骨や歯を採集するための追加の発掘調査も行われた。最初に露出した部位は上半身で、特に椎骨・顎の一部・歯であった。頭骨のクリーニングは2003年にほぼ完了し、頸椎との関節部分を除いてほぼ全ての部位が確認された。2005年には全身の骨の約65%が保存されていると推測され、発見時12体しか知られていなかった完全なティラノサウルスの骨格の1つとなった。
スコッティというニックネームは、骨が発見・同定された際にチームがスコッチ・ウイスキーで祝福したことから命名された。

## 年齢と性別
骨の成長パターンの研究の後、スコッティは30歳という既知のティラノサウルス化石の中でも最高齢個体の1つであると2019年に発表されたが、2020年に推定年齢は22 - 23歳程度に下方修正され、最大の標本でありながら成熟個体では最も若い個体という立場になった。なお年輪状の成長停止線は確認されておらず、上記の年齢は骨の形態学的特徴から統計的に導かれたものである。
化石は約6800万年前のものであった。スコッティの性別は判明していないが、現生鳥類などに見られるカルシウムの沈着が確認されており、メスである可能性がある。

## 全長と体重

### 最大のティラノサウルス
2010年にアルバータ大学生命科学部のスコット・パーソンは既知のティラノサウルス化石の大きさを比較する研究プロジェクトに着手した。彼は2019年に論文を発表し、スコッティは体重と全長のいずれでも史上最大のティラノサウルスであり、これまで最大個体とされていたシカゴのフィールド博物館のスー（FMNH 2081）を上回っているとした。
スコッティは全長13メートル、体重8.8トン（8870キログラム）と推定されている。100%の化石が揃っているわけではないにも拘わらず、古生物学者は大腿骨・腰骨・肩骨などの体重を支える重要な骨を測定することで、体重と長さの推定値を求めることができた。特に二足歩行の動物の体重は大腿骨の周囲長から計算することができるが、スタンの大腿骨の周囲長が580ミリメートルであったのに対し、スコッティは590ミリメートルで僅かに上回った。なお、スタンは505ミリメートルであった。スーの体重はスコッティを400キログラム程度下回るとされた。
なお、スコッティとスーの体重比較は2019年以前にも行われている。スーとスコッティを含め大型獣脚類の体重を推定した2014年の研究では、スコッティが8004キログラム、スーが7377キログラムと見積られている。

### 反発
ただし、脚の骨は体重を支えるだけでなく走行時の反床力に耐える必要もあるため、反床力に耐えられるよう重厚になった骨から単純に体重を割り出したため過剰な推定値が算出されたのではないか、とする見解もある。
報告されているスコッティのサイズと体重はスーのものよりも大きいが、科学者の中にはスコッティが最大であると公式に宣言するにはこの2つの化石のサイズが近すぎるという見解もある。ロンドン大学王立獣医大学の進化論専門家ジョン・ハッチンソンは、スーとスコッティの差は僅か5%であり誤差を排除できないと述べた。また、全長の計算に使用された方法は正確ではなく、化石の称号のもう一つの争点となっている。 これはパーソンと彼のチームがスコッティの全長を過大評価する結果となった可能性がある。シカゴ・フィールド博物館の古生物学者ピート・マコヴィッキーも、スーの腓骨がスコッティのものよりも3%長く、スコッティの大腿骨と寛骨がスーのものよりもそれぞれ1%長いと指摘し、1個体の左右の骨でも見られる程度の差しかなく、スコッティとスーの体格は統計的に区別がつかないと述べている。
いずれにせよ、ティラノサウルスが成長しうる年齢と大きさのデータがスコッティの研究からもたらされていることに変わりはない。

## 負傷と病理
他の多くのティラノサウルスの化石と同様に、スコッティにはトリコモナス症の兆候が見て取れる。顎に寄生して骨を変形・破壊する寄生性原虫によるこの症状は特定の恐竜に見られるものである。加えて、右側の折れた肋骨の治癒痕と尾椎の骨折および眼窩付近の穴は、おそらく別のティラノサウルス個体の攻撃に起因すると考えられている。他にも歯の衝撃などの異常から、スコッティは他個体に噛まれただけでなく、他の動物に噛みついていたことが示唆されている。

## 日本での展示

### 2000年代
国立科学博物館で2005年3月19日から同年7月3日まで開催された『恐竜博2005』でスコッティが来日した。この時は当時クリーニングの完了していた頭骨のみの展示であった。

### 2010年代

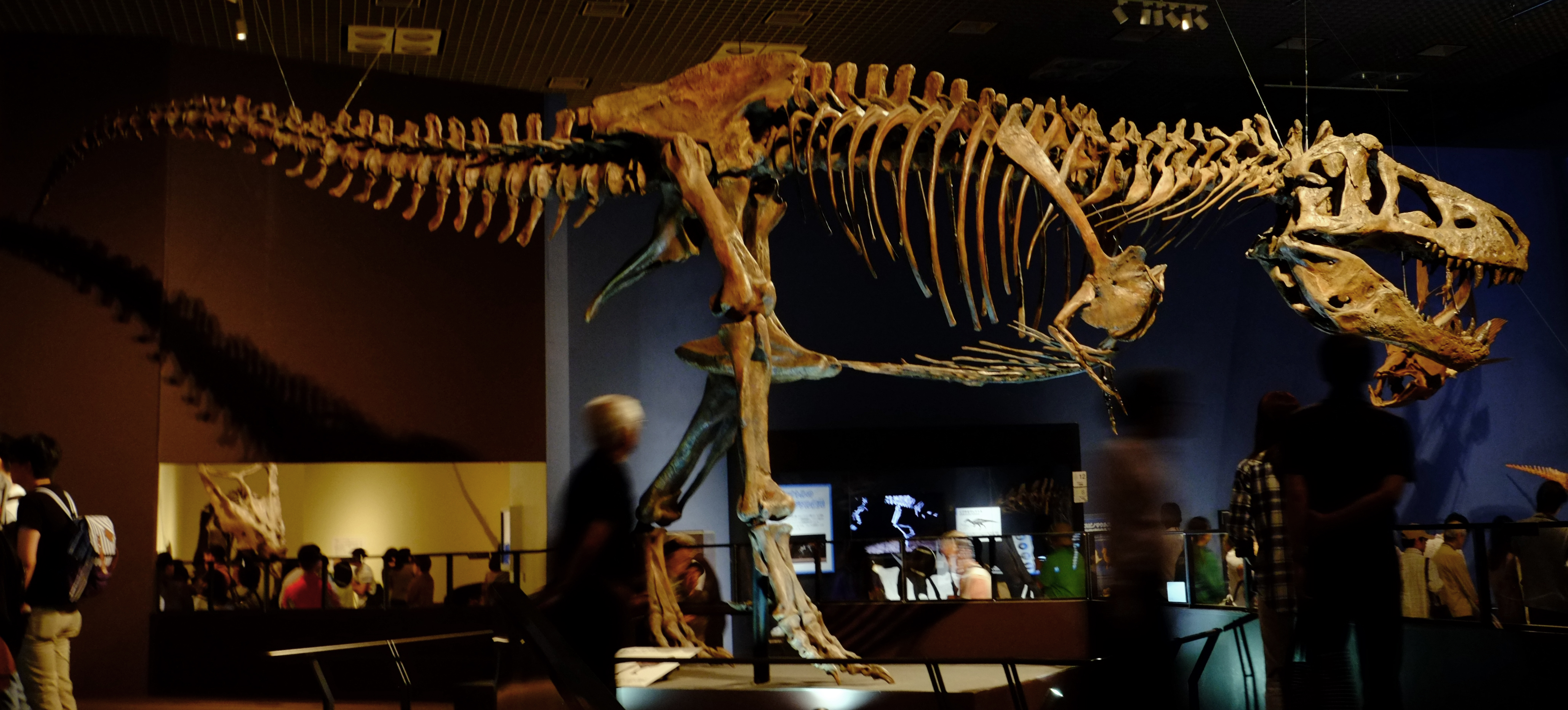
日本東京都の国立科学博物館の企画展『恐竜博2016』でのスコッティ。

同じく国立科学博物館で2016年3月8日から同年6月12日まで開催された『恐竜博2016』ではスコッティがスピノサウルスと共に目玉展示の1つとされ、全身が展示された。骨格組み立ての監修は真鍋真が担当した。また、国立科学博物館での展示が終了した後、北九州市立いのちのたび博物館（同年7月9日 - 9月4日）や大阪文化館・天保山（同年9月7日 - 2017年1月9日）でも展示された。
2017年9月16日 - 24日には北海道の道の駅むかわ四季の館で『ティラノサウルス スコッティ 特別展』が開かれ、道内でスコッティが初公開された。温帯低気圧と化した平成29年台風第18号の直撃の影響で9月18日の来場者数は減少したものの、初日と2日目はいずれも1000人前後を動員した。2018年8月6日・7日には北海道開拓150周年を記念して北海道立総合体育センターにてレプリカが展示された。
2019年7月13日から10月14日にかけては国立科学博物館で『恐竜博2019』が開催され、デイノケイルスやカムイサウルスが目玉展示とされる中でスコッティのレプリカも展示されていた。

### 2020年代
2020年6月からは北海道博物館の『恐竜展2020』でカムイサウルスと共に展示予定であったが、新型コロナウイルス感染症の世界的流行を受けて中止された。その代わりに2021年2月から3月に同館で開催された企画展『北海道の恐竜』で展示された。同展は感染対策のため人数制限を設けた完全予約制が採用され、また展示の様子はオンラインで閲覧が可能とされた。
2021年7月から8月まで開催が予定されている旧名古屋ボストン美術館『ジュラシック大恐竜展』では、カムイサウルスと共に中部地方初公開の予定。